# Xalé, les Blessures de l'enfance
Pour plus de détails, voir Fiche technique et Distribution.
Xalé, les Blessures de l'enfance (Xalé) est un film dramatique ivoiro-sénégalais réalisé par Moussa Sène Absa et sorti en 2022.
Il s'agit du troisième et dernier volet d'une trilogie débutant avec Tableau Ferraille (1997) et Madame Brouette (2004),.
En octobre 2022, le comité de sélection des Oscars du Sénégal annonce que le film représente le pays à la 95e cérémonie des Oscars dans la catégorie du meilleur long métrage international,.

## Synopsis
Awa (Nguissaly Barry) et Adama (Mabeye Diol) sont deux jumeaux de 15 ans qui vivent dans la banlieue de Dakar. Awa se concentre sur ses études tandis que son frère, Adama, espère émigrer en Europe. Après la mort de leur grand-mère, ils sont confiés à leur oncle Atoumane (Ibrahima M'Baye), qui épouse sa farouche cousine Fatou (Rokhaya Niang), conformément aux dernières volontés de sa grand-mère. Le rejet de Fatou incite Atoumane à se défouler sur Awa, ce qui a des conséquences sur leur vie à tous les deux.

## Fiche technique
- Titre français : Xalé, les Blessures de l'enfance[1]
- Titre original : Xalé
- Réalisation : Moussa Sène Absa
- Scénario : Moussa Sène Absa, Pierre Magny, Ben Diogaye Beye
- Photographie : Amath Niane
- Montage : Pape Mbengue
- Musique : Henri Guillabert, Freres Guissé
- Production : Sokhna Séne, Laurent Bitty
- Société de production : Set Bet Set Productions (Sénégal) ; Les Films du Continent (Côte d'Ivoire)
- Pays de production :  Sénégal -  Côte d'Ivoire
- Langue originale : wolof
- Format : couleurs - 16:9
- Genre : drame
- Durée : 101 minutes
- Dates de sortie : 
  - Royaume-Uni : 8 octobre 2022 (Festival du film de Londres)[2]
  - Sénégal : 15 novembre 2022 (Dakar)[5]
  - France : 3 avril 2024

## Distribution
- Nguissaly Barry : Awa
- Mabeye Diol : Adama
- Ibrahima M'Baye : Atoumane
- Rokhaya Niang : Fatou